# Měsíční koláč

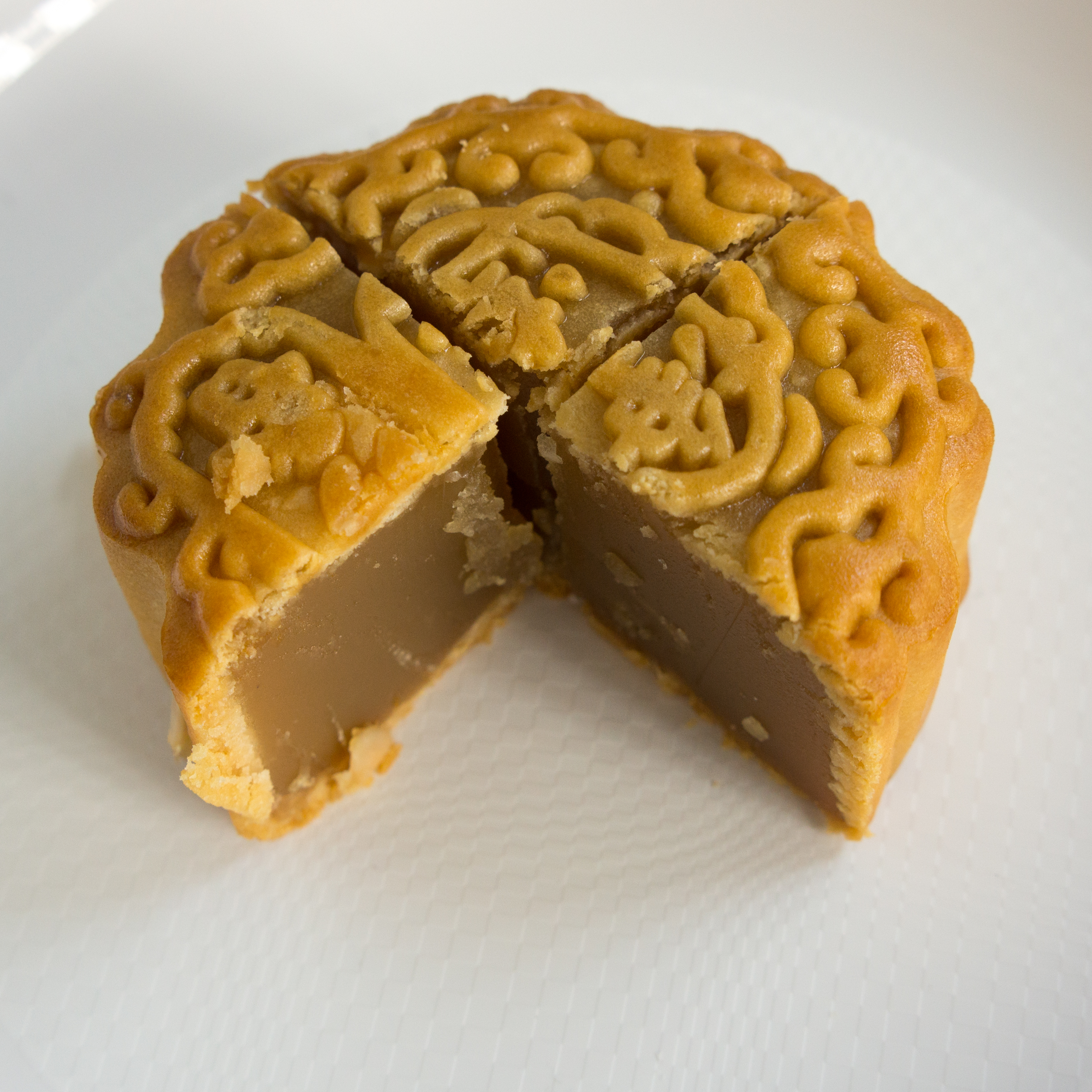
Rozkrojený měsíční koláč

Měsíční koláč (čínsky v českém přepisu jüe-ping, pchin-jinem yuè bĭng, znaky zjednodušené 月饼) je čínské pečivo. Jeho konzumace je spojena se Svátkem středu podzimu, který se slaví patnáctého dne osmého měsíce lunárního čínského kalendáře (zhruba druhá polovina září podle gregoriánského kalendáře). Jde o svátek nové úrody, jehož symbolem je Měsíc v úplňku, který je v tomto ročním období obzvlášť dobře viditelný. Přinášejí se oběti měsíční bohyni Čchang-e, s tím souvisí kult zajíce jako měsíčního zvířete (měsíční moře podle Číňanů vytvářejí obraz zajíce). Důraz je kladen na pospolitost: kulatý Měsíc je obrazem harmonie, která by měla panovat v rodinném a přátelském kruhu. Proto je v tento den zvykem jíst koláčky ve tvaru úplňku, které si posílají darem příbuzní nebo obchodní partneři (dříve se pekly doma, v poslední době se zpravidla kupují v obchodech). K tomu se vztahuje legenda z doby vyhnání mongolských okupantů, podle níž se budoucí císař Chung-wu domlouval s dalšími spiklenci pomocí vzkazů ukrytých v těchto koláčcích. 
Koláč má průměr okolo 10 cm a tloušťku asi 4 cm. Je tvořen tenkou vrstvou křehkého těsta, které se připravuje z pšeničné mouky a sádla, a náplní. Její složení se liší podle typického produktu dané oblasti: může to být pasta ze slazených fazolí azuki, mleté plody lotosu, ořechy, dýňová semínka, datle, jujuba nebo jiné ovoce, květy vistárie, v Ning-po je oblíbená slaná náplň z masa nebo mořských řas. Někdy bývá také uvnitř koláče zapečený celý žloutek z kachního vejce jako ztělesnění Měsíce. Pomocí formiček se na povrchu koláče vytvářejí blahopřejné nápisy z čínských znaků, někdy se pečivo pokrývá lesklou polevou, aby se víc podobalo svítícímu Měsíci. Zejména mezi Číňany žijícími v zahraničí se prosazují moderní obměny, jako jsou nepečené koláčky nahrazující těsto želatinou nebo rýžovou hmotou podobnou japonskému moči nebo plnění zmrzlinou, tvarohem či čokoládou. Důvodem je i vysoká energetická hodnota klasického receptu (jeden měsíční koláček má okolo tisíce kalorií).